# Pole position
Pour les articles homonymes, voir Pole position (homonymie).

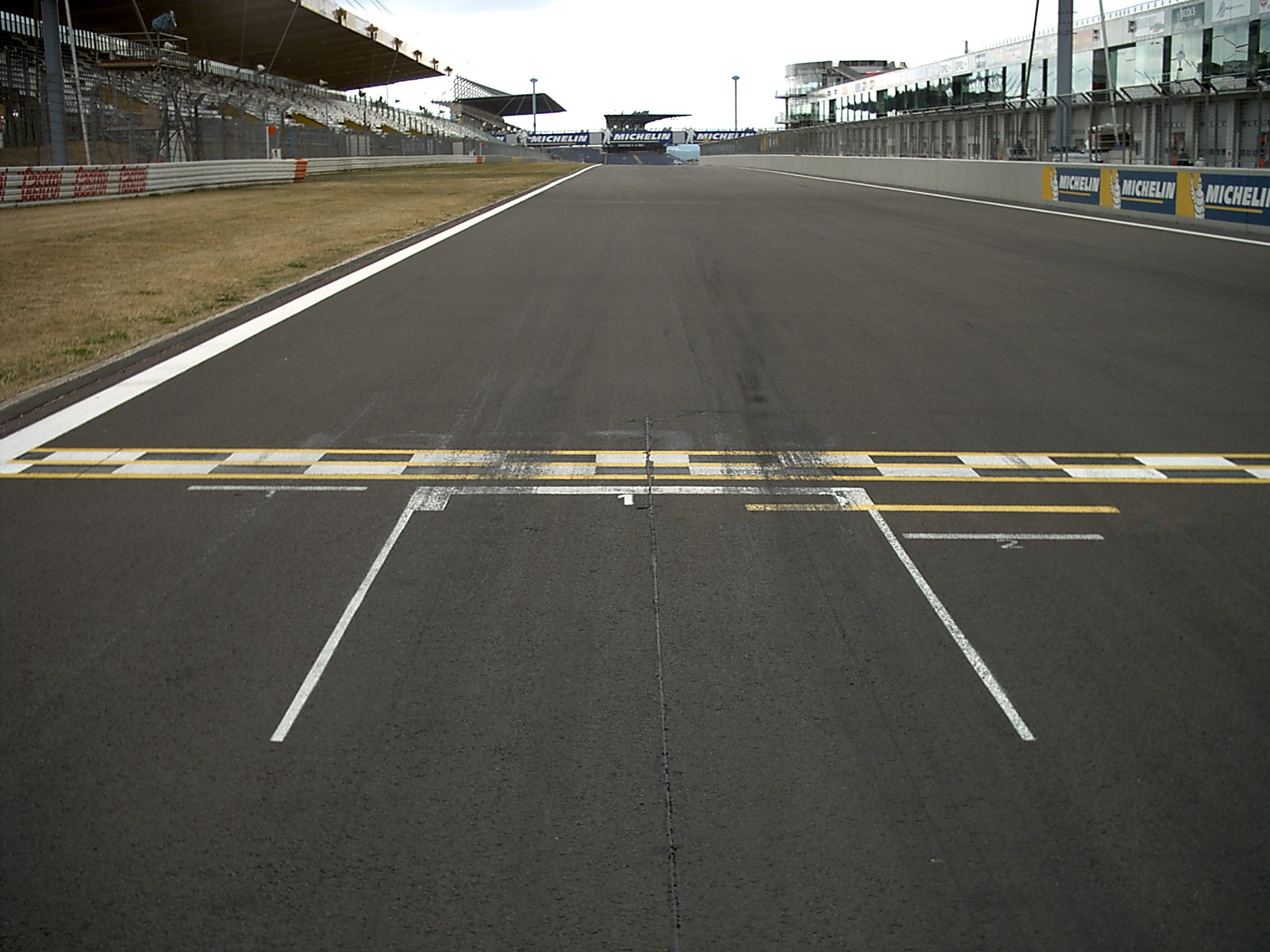
Pole position au Nürburgring.

En sport mécanique sur circuit, la pole position, ou position de tête, est la première place de la grille de départ.
Le terme, d'origine anglaise, vient du vocabulaire du sport hippique. Lors d'une course où les chevaux partent en ligne, le cheval numéro 1, en première position au départ, est placé à la corde près du « poteau » (pole en anglais) intérieur de la piste.
La position sur la grille est généralement déterminée lors d'une séance de qualification séparée où les pilotes cherchent à faire le tour le plus rapide, ou par leur position à la course précédente. Les formats sont différents en fonction des sports : Formule 1, MotoGP, NASCAR, 500 miles d'Indianapolis, Karting, etc.

## En Formule 1
Au terme du championnat 2021, 102 pilotes sur les 778 ayant pris le départ d'au moins un Grand Prix ont réalisé une pole position.
Lewis Hamilton est l'actuel détenteur du record avec 104 pole positions en 356 Grands Prix. Ayrton Senna, l'a détenu de 1989 à 2006 pour le porter à 65 départs en tête, il a ensuite été dépassé par Michael Schumacher (68 pole positions), chiffre atteint par Lewis Hamilton lors de la saison 2017 et qu'il n'a cessé d'améliorer par la suite. 
Historiquement, la pole position en Formule 1 est attribuée au pilote ayant réalisé le meilleur temps des qualifications (sauf en cas de pénalité) et lui offre la première place sur la grille de départ.
Lors de la saison 2021 et avec l'introduction de la « Qualification Sprint » pour les trois Grands Prix de Grande-Bretagne, d'Italie et de São Paulo, la position de tête au départ du Grand Prix revient au vainqueur de cette nouvelle épreuve. Ce choix d'attribution de la pole position fait l'objet de débats parmi les membres du paddock comme l'exprime le quadruple champion du monde Sebastian Vettel estimant que « la pole position devrait revenir à celui qui est le plus rapide sur un tour. »
Pour le championnat 2022, la FIA annonce que la « Qualification Sprint » est remplacée par un « Sprint » et que la pole position revient au pilote ayant réalisé le meilleur temps lors des qualifications, que ce soit un Grand Prix avec ou sans Sprint. Si, pour les archives statistiques, la pole position reste attribuée au pilote ayant effectué le tour le plus rapide, celui-ci pourra perdre la première place de la grille de départ lors du Sprint qui définit l'ordre de départ du Grand Prix.

## Divers
Ce terme a donné son nom à deux jeux vidéo : Pole Position et Pole Position II.